# 复旦大学中国研究院
复旦大学中国研究院2015年11月22日正式成立，由“复旦大学中国发展模式研究中心”和“复旦大学新政治经济学研究中心”联合组建，集研究、咨政、传播和培训为一体，宗旨为“分析中国崛起的原因和规律，进行中国道路、中国模式和中国话语的原创性理论研究和政策研究，推动中国思想和中国话语在世界范围内的崛起”。现任院长为张维为。该院出版学术刊物《东方学刊》。